# Cavo Redefossi
Il Cavo Redefossi (Redefoss o Cavon in lingua lombarda) è un canale artificiale che nasce a Milano in zona Porta Nuova all'altezza del ponte delle Gabelle dalle acque del Naviglio della Martesana, tramite il manufatto idraulico detto Partitore della Martesana, e sfocia nel Lambro a Melegnano. 
Il letto del Cavo Redefossi ricalca nella parte finale l'antico alveo naturale del Seveso prima della modifica del suo percorso, che è stata opera degli antichi Romani.

## Storia

### Le origini

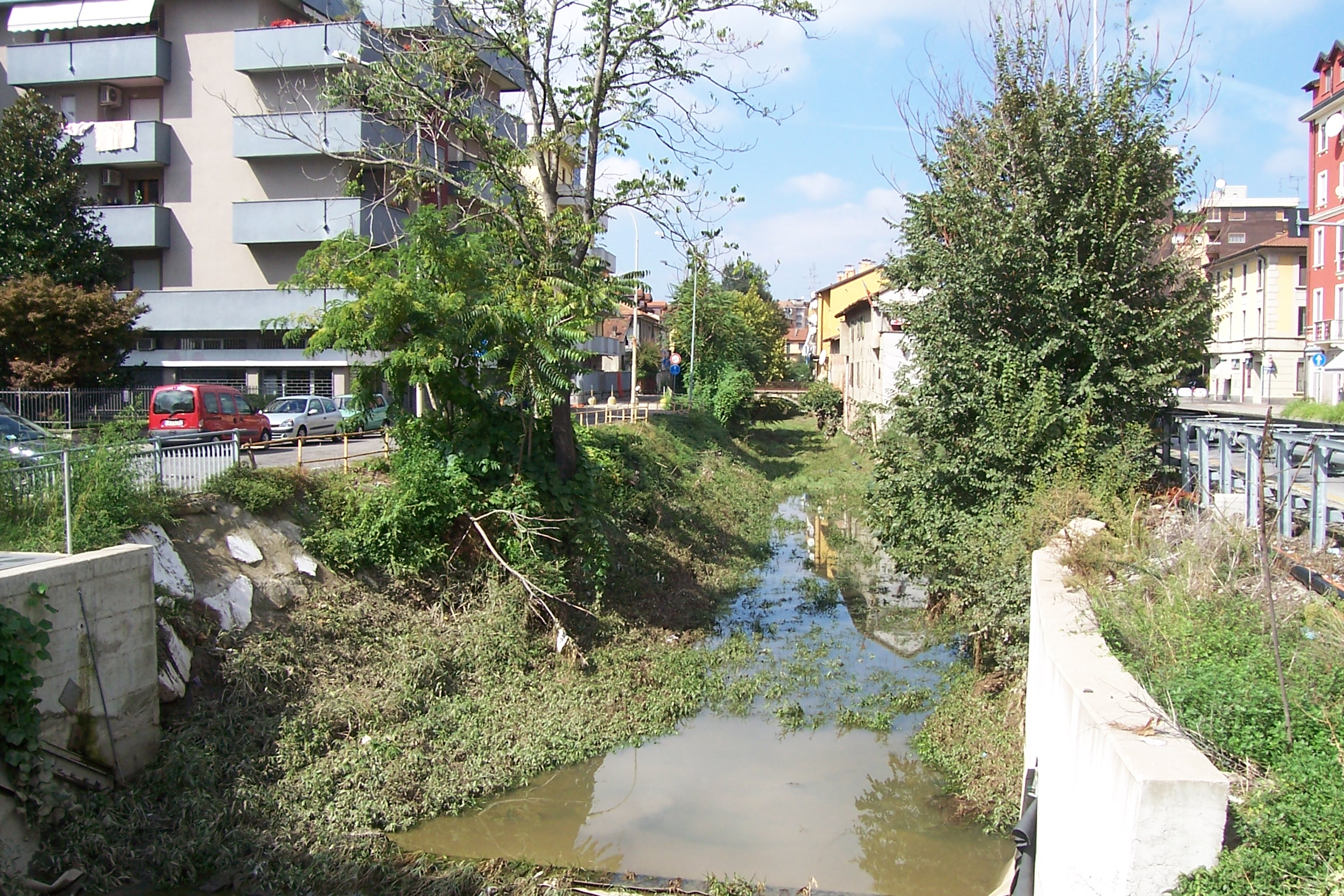
Il Cavo Redefossi lascia il territorio di San Giuliano

La storia del Redefossi è strettamente legata a quella del Seveso e del naviglio della Martesana di cui oggi convoglia le acque per sfociare poi nel Lambro a Melegnano. 
In origine il Seveso giungeva nel centro storico di Milano da nord est seguendo la moderna via dei Giardini per poi piegare a sud est seguendo le moderne via Monte Napoleone, piazza San Babila (e piegando decisamente verso ovest) corso Europa e via Larga fino all'altezza della futura Porta Romana medievale. 
Da qui l'antico alveo naturale del Seveso piegava verso sud est per percorrere, lungo i moderni corso di Porta Romana e corso Lodi, il suo alveo naturale lungo il moderno "canale di Porta Romana" (conosciuto anche con il nome di "canale Vittadini"), che è stato in seguito interrato. Quest'ultimo intercettava poi il Cavo Redefossi all'altezza delle future mura spagnole di Milano: da questo punto in poi il Seveso percorreva il suo alveo naturale lungo il moderno Cavo Redefossi fino alla sua foce nel Lambro a Melegnano. 

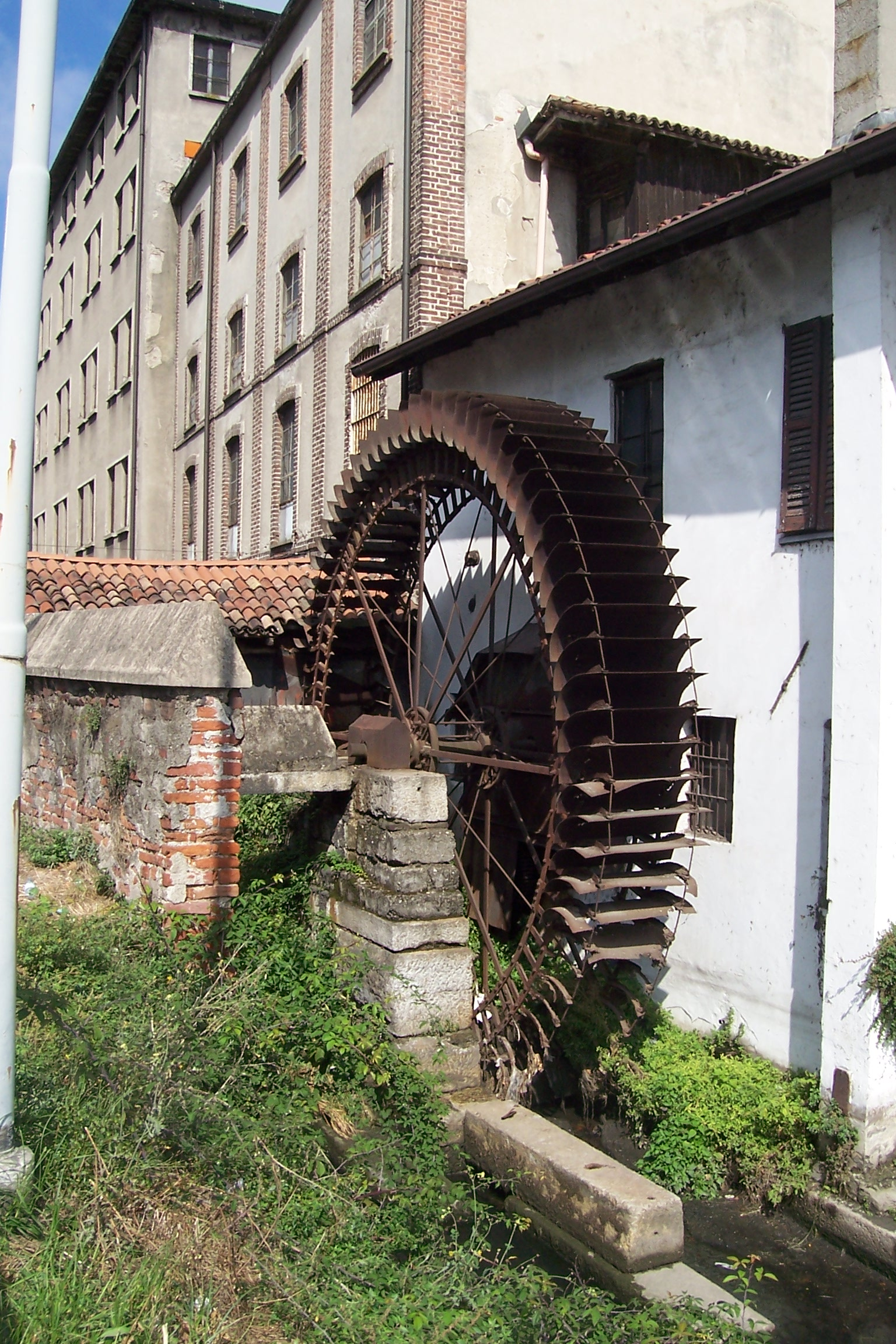
Il mulino Fiocchi, attivo ancor oggi, conserva la vecchia ruota sulla derivazione del Redefossi

Generalmente si data la costruzione del moderno Cavo Redefossi tra il 1783 ed il 1786, quando il governo austriaco di Milano ne operò una nuova inalveazione per evitare le frequenti esondazioni causate dalle piene del Seveso che interessavano Porta Romana, Porta Vittoria e Porta Lodovica. In realtà, la storia del Re de' fossi o Redefosso, come lo troviamo descritto nella cartografia milanese, è più antica. Il Seveso ebbe ai tempi degli antichi Romani due deviazioni (l'una in epoca repubblicana, l'altra in età imperiale) verso la città ma il suo antico alveo naturale a oriente di questa restò attivo proprio per accoglierne le piene.

### I secoli successivi

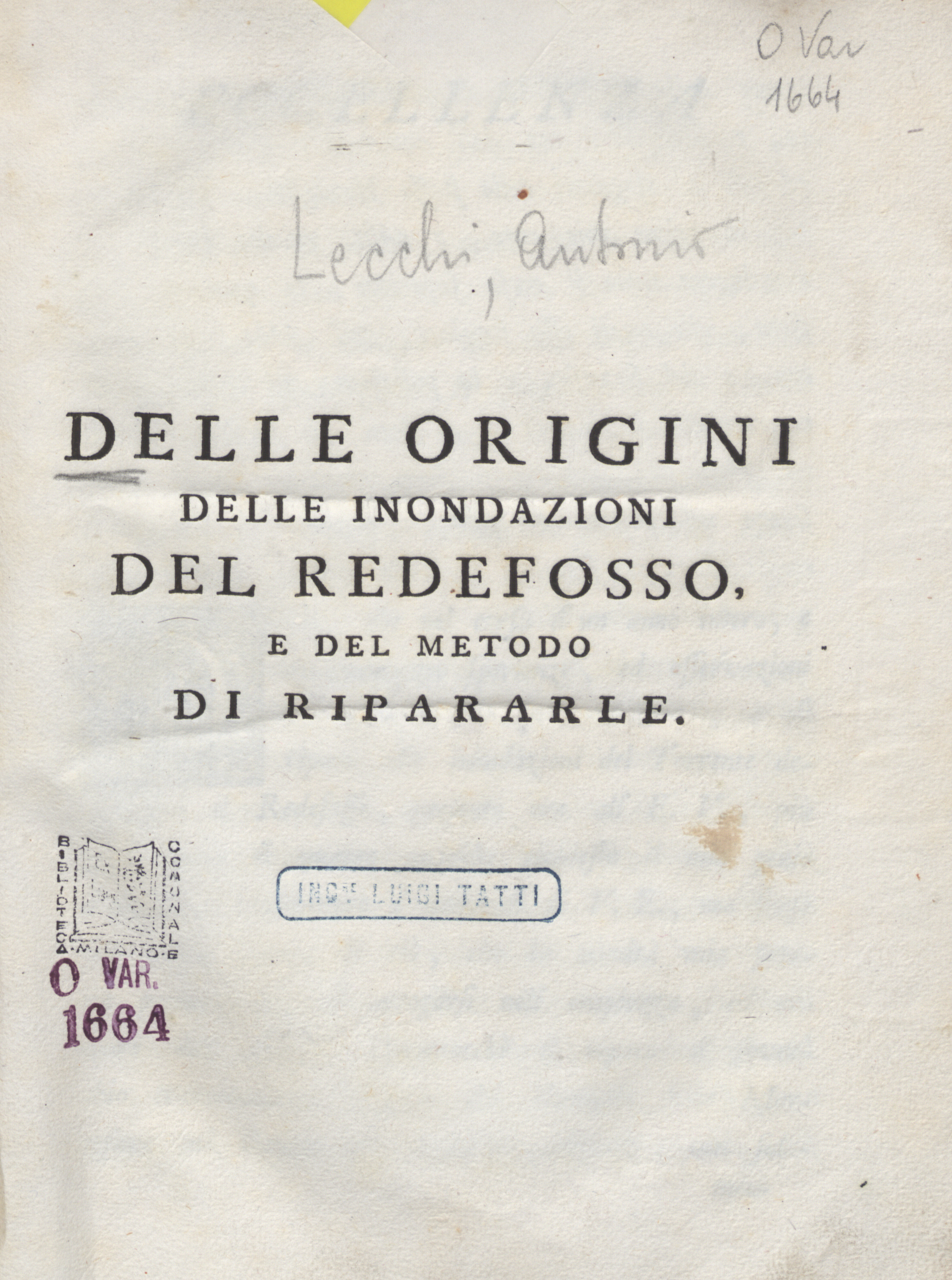
Giovanni Antonio Lecchi, Delle origini delle inondazioni del Redefosso, 1761

La situazione cambiò con la costruzione del Naviglio della Martesana. Il canale fu completato, e reso navigabile fino alla Cassina de' Pomm, nel 1471: sfogava le acque in eccesso provenienti dall'Adda in parte nel Lambro, che attraversava poco a monte, e in parte nel Seveso (nel quale il naviglio ancora incompleto terminava), che vide fortemente aumentata la sua portata.
Quando nel 1496 fu completato il tratto dalla Cassina de' Pomm al ponte delle Gabelle, il Seveso e il Naviglio della Martesana si incrociarono. Il Seveso venne incanalato, forse nel tratto iniziale del suo antico alveo naturale, dando origine alla roggia Gerenzana, ma il carico idrico su Milano in caso di concomitanti piene del Seveso e dell'Adda era diventato eccessivo e quindi si avvertì l'esigenza di creare un canale scolmatore che potesse scaricarle prima che entrassero attraverso la conca dell'Incoronata nel Naviglio di San Marco, recapitandole direttamente nella Cerchia dei Navigli più a valle. 

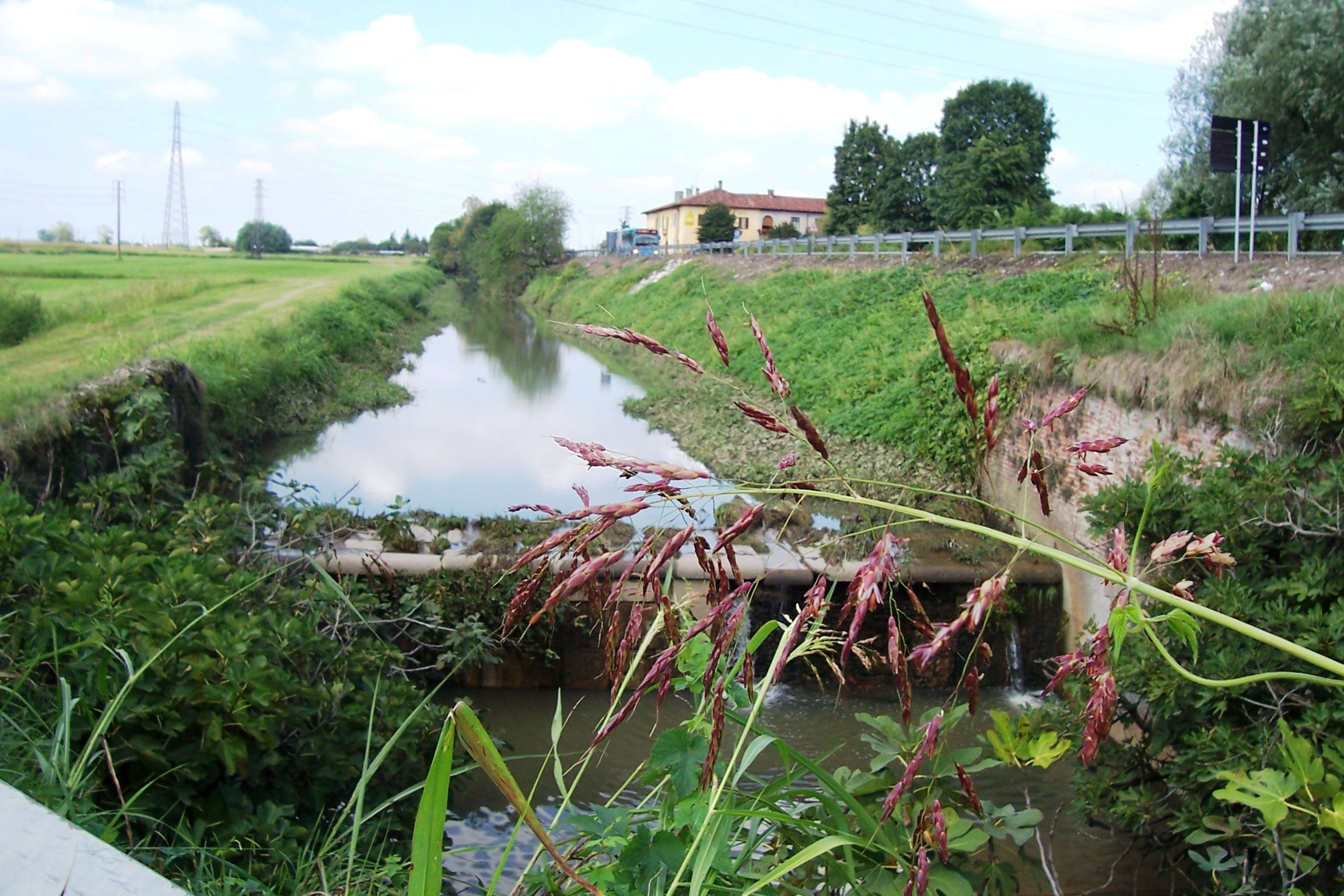
Il Cavo Redefossi alla Rampina di Melegnano allo sbarramento che precede la confluenza della Vettabbia

Il nuovo canale avente la funzione di scolmatore che costeggiava le mura spagnole di Milano per poi seguire l'antico alveo del Seveso dopo l'incrocio tra il moderno corso Lodi e le mura venne chiamato Redefosso, probabilmente dalla contrazione di retrofossum, che troviamo in documenti antichi a indicarne la posizione arretrata rispetto alle mura spagnole di Porta Nuova. 
Con la costruzione delle mura spagnole, fu naturale che il Redefossi le contornasse dal ponte delle Gabelle fino a confluire nella Vettabbia, a quel punto già uscita dalla Cerchia dei Navigli, nei pressi di Porta Lodovica. Ma la portata aggiunta alla Vettabbia non trovò sufficiente sfogo nell'irrigazione dei terreni circostanti e le esondazioni furono via via più numerose colpendo sia la città, da Porta Tosa fino a Porta Lodovica, sia le campagne più a sud con effetti catastrofici. A causa di questa situazione, si instaurò una lunga polemica tra chi considerava come soluzione del problema un minore afflusso d'acqua verso la città e chi pensava che un migliore deflusso a valle avrebbe risolto il problema. 
Già nel 1708 il governo austriaco aveva provveduto a una risistemazione dell'antico alveo naturale del cavo Redefossi, tra Porta Nuova e Porta Lodovica, senza ricavarne alcun reale beneficio: dopo la metà del secolo la polemica infuriava ancora coinvolgendo sulle opposte tesi ingegneri e idraulici come Giovanni Antonio Lecchi e Dionigi Maria Ferrari, architetto camerale. 
A offrire la soluzione sarà l'ingegnere Pietro Parea, ingaggiato da un gruppo di "Utenti della Vettabbia" che progetterà il prolungamento del Cavo Redefossi fino quasi a Melegnano seguendo per intero l'antico corso del Seveso e spostando quindi la sua foce dalla Vettabbia al Lambro: il costo dell'opera fu assai elevato (un milione di lire milanesi), ma il governo austriaco rispose che la cifra sarebbe stata inferiore a quella sborsata per una delle ricorrenti esondazioni. Così approfondite le indagini tecniche, i lavori iniziarono nel 1783 e furono terminati nel giro di tre anni. Questo percorso è giunto fino noi, visto che nei secoli non ci state modifiche al tracciato dell'alveo.
Il percorso lungo le mura spagnole di Milano fu tombinato negli anni trenta, contemporaneamente alla copertura della Cerchia dei Navigli.

### L'epoca moderna

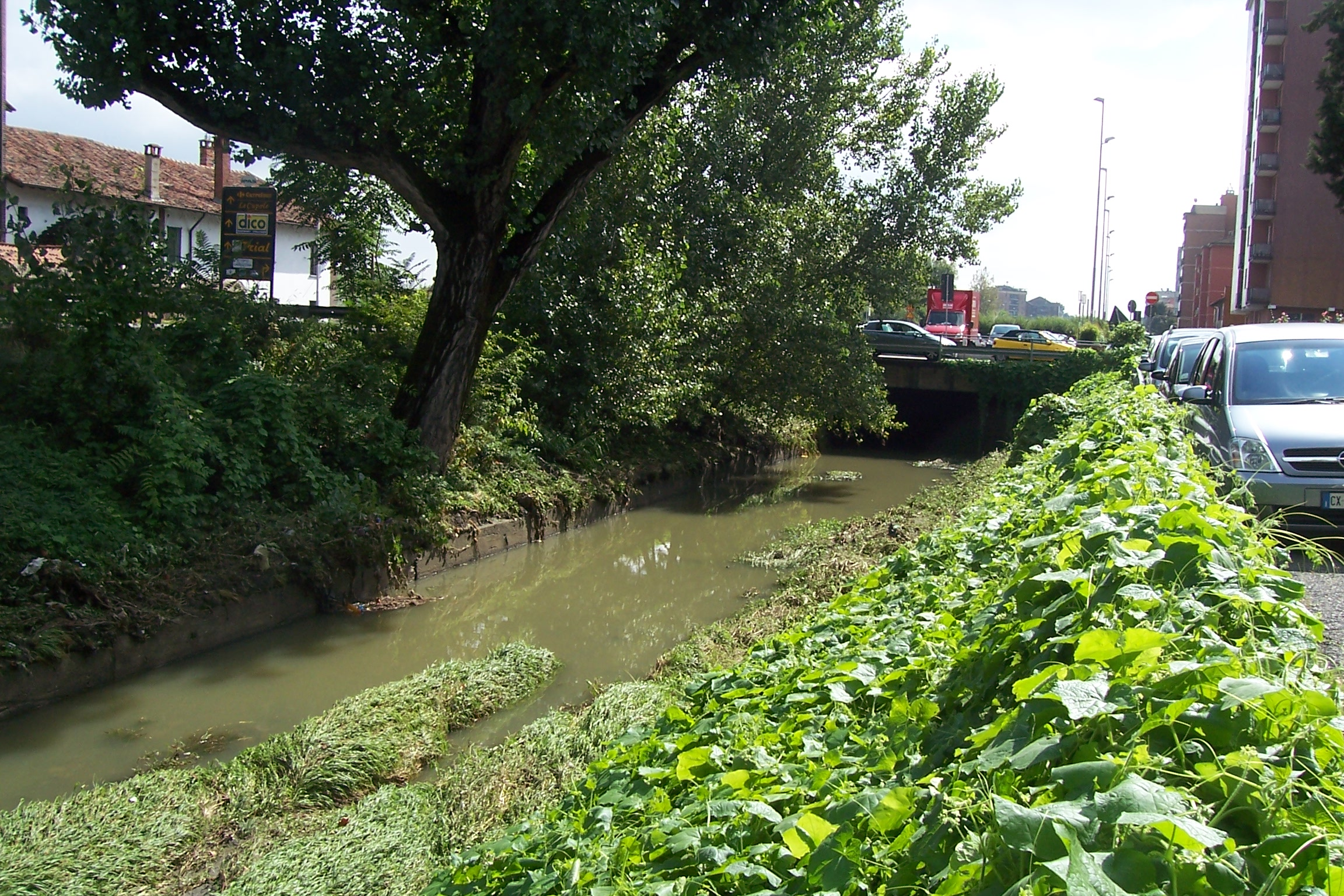
Il primo tratto del Redefossi a San Giuliano Milanese

I problemi si ripresentarono però nel XX secolo, soprattutto nel secondo dopoguerra e negli anni sessanta: il cavo Redefossi era diventato uno dei collettori del sistema fognario di Milano e la via Emilia, accanto alla quale il Cavo Redefossi scorreva tra Rogoredo, San Donato e San Giuliano, era soggetta alle esalazioni causate dalle sue acque, che erano paragonabili, per il carico organico, a un collettore di fogna. Inoltre il Cavo Redefossi dava spesso problemi di allagamenti. 
Le prime opere furono indirizzate al miglioramento della circolazione stradale e a scopi ambientali: la "luce" del canale inalveato e poi coperto era infatti troppo ridotta per un sicuro contenimento delle periodiche piene. Nel tratto milanese e a San Donato nord, i problemi delle esondazioni si erano via via normalizzati anche per i continui interventi di razionalizzazione dello svincolo dell'Autostrada del sole, e per il resto dell'attraversamento di San Donato, la presenza dell'Eni aveva spinto verso soluzioni definitive del problema.
Per l'attraversamento di San Giuliano ci si trovò a dovere affrontare anche la risistemazione di un deviatore, costruito nel 1970 ma rivelatosi insufficiente, sia per consentire l'effettuazione dei lavori in regime di asciutta, sia per allontanare il rischio esondazioni: così, a partire dal confine con San Donato, è stato ristrutturato un deviatore Redefossi che raggiunge direttamente il Lambro alla frazione Carpianello, ma i lavori non hanno raggiunto pienamente lo scopo prefissato: esso consente, infatti, ancora il trasferimento soltanto delle portate ordinarie, per cui ad ogni grave allerta meteo il surplus idrico viene reindirizzato sul vecchio percorso, creando problemi.

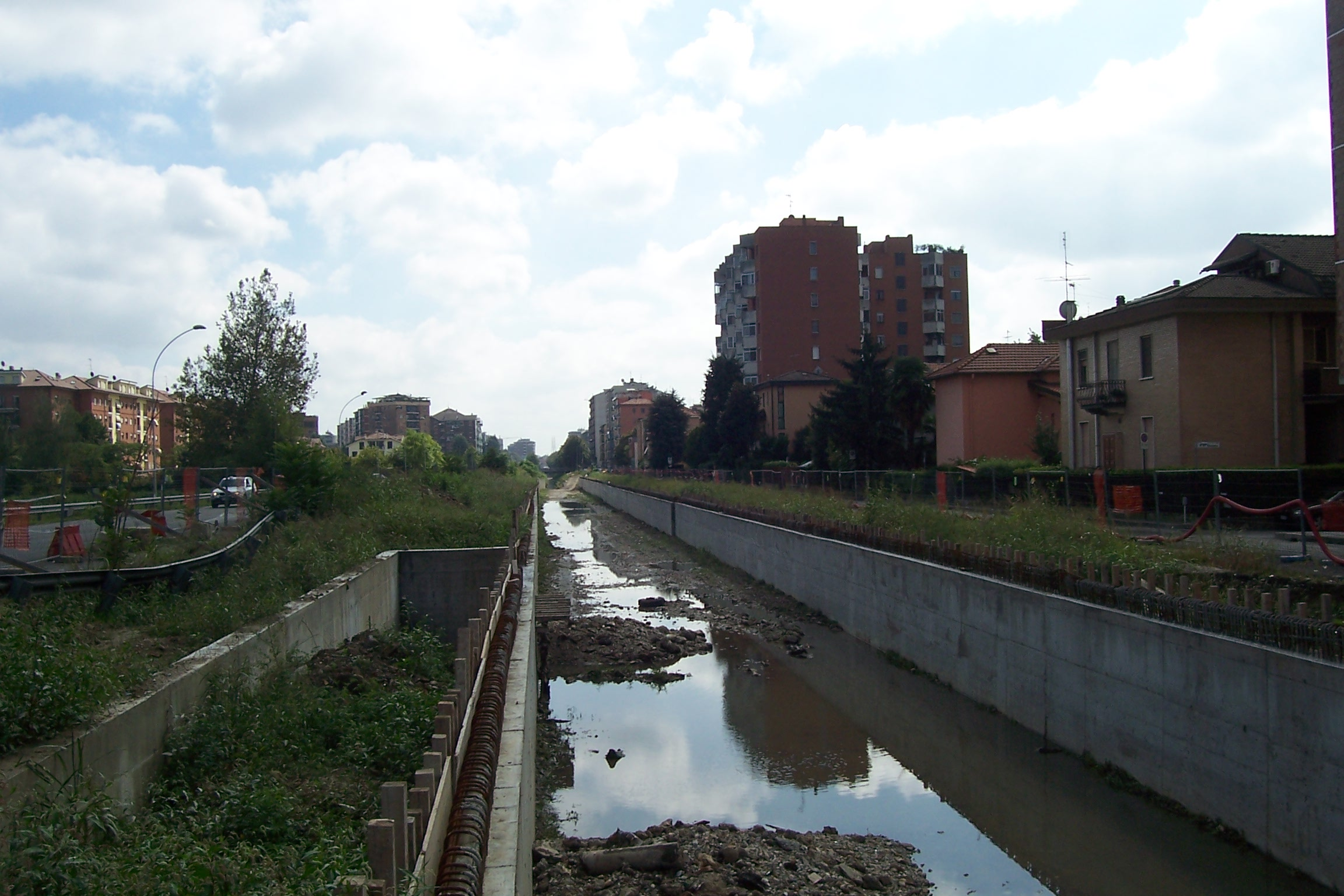
Inalveamento e copertura del Redefossi a San Giuliano Milanese in regime di asciutta del canale (2010)

Dopo l'entrata in funzione del sistema depurativo di Milano, la qualità delle acque è migliorata, ma sono emersi vari allacciamenti fognari provenienti da frazioni e comuni con i valori del carico inquinante che sono entrati nei limiti soltanto nel 2010. In compenso, il regime di asciutta, che non è mai assoluto, crea pozze stagnanti o con ricambio lentissimo in cui si accumulano liquami e immondizie che favoriscono la proliferazione dei ratti e lo sviluppo di miasmi.

## Idrografia
L'incile del Cavo Redefossi è sotto l'incrocio tra i Bastioni di Porta Nuova e via Melchiorre Gioia dal Naviglio della Martesana, dopo che quest'ultimo ha raccolto le acque del Seveso all'altezza di via Carissimi, e raggiunge poi il ponte delle Gabelle verso San Marco. Il manufatto idraulico, un tempo a cielo aperto ed ora anch'esso tombato, si chiama Partitore della Martesana. 
Il corso d'acqua formatosi assume il nome di Cavo Redefossi e prende il percorso scavato durante la dominazione austriaca lungo le ex-mura spagnole e sotto i viali dei bastioni raggiungendo Porta Romana dove piega a sinistra verso corso Lodi: da qui raggiunge poi piazzale Corvetto e la via Emilia passando per Rogoredo. Sempre coperto, il Redefossi attraversa quindi San Donato Milanese, e da San Giuliano Milanese, dove raccoglie le acque della Vettabbia, prosegue il suo percorso sfociando poi nel Lambro a Melegnano. 
Il percorso storico è rettilineo seguendo la direttrice della via Emilia fino alla frazione Rampina di Melegnano, dove la Vettabbia attraversa la via Emilia e il Redefossi ha il suo "naturale" sbocco.